# Joe Armstrong (programmeur)
Pour l'acteur britannique homonyme, voir Joe Armstrong
Joe Leslie Armstrong, né le 27 décembre 1950 à Bournemouth en Angleterre et mort le 20 avril 2019 est un programmeur anglo-suédois, connu pour avoir co-inventé le langage de programmation Erlang en 1986, alors qu'il travaillait pour l'entreprise Ericsson.